# Amadou Cheiffou
Amadou Cheiffou (nascut el 1942) és un polític nigerí. Va servir l'estat com a Cap de Govern des del 27 d'octubre del 1991 al 17 d'abril del 1993.
Cheiffou, es va presentar com a candidat del partit Reunió Social Democràtica (RSD-Gaskiya) en les eleccions presidencials convocades el 16 de novembre del 2004, quedant quart de sis candidats en guanyar el 6,35% dels vots.
Cheiffou es va graduar a la École nationale de l'aviation civile.
| Precedit per: Aliou Mahamidou | Cap de Govern del Níger 1991-1993 | Succeït per: Mahamadou Issoufou |